# Långtjärnen (Voxna socken, Hälsingland, 681333-148412)
Långtjärnen är en sjö i Ovanåkers kommun i Hälsingland och ingår i Ljusnans huvudavrinningsområde. Sjöns area är 0,051 kvadratkilometer och den befinner sig 255 meter över havet.